# 高槻市立阿武山中学校
高槻市立阿武山中学校（たかつきしりつ あぶやまちゅうがっこう）は、大阪府高槻市奈佐原一丁目にある公立中学校。

## 沿革
- 1989年4月1日 - 創立開校（高槻市立阿武野中学校より分離）
- 1989年4月8日 - 開校式
- 1989年6月22日 - 創立記念日（校旗制定、開校記念式典）
- 1990年6月16日 - 校歌制定式
- 1991年9月25日 - 校舎増築工事着工
- 1992年2月28日 - 校舎増築工事竣工（コンピューター教室など完成）
- 1993年4月1日 - 校区変更、奈佐原4丁目を校区に編入
- 1999年1月11日 - 創立10周年記念式典
- 2001年8月末日 - 校舎増築工事着工（第3期）
- 2002年3月15日 - 校舎増築工事竣工
- 2003年3月10日 - 玄関上屋設置
- 2003年6月16日 - 職員室空調機設置
- 2004年8月27日 - 普通教室及び養護学級（学習室）空調機設置
- 2006年1月10日 - 校内LAN完成
- 2006年12月 - 新教室（第二美術室）完成（多目的ホールを改築）
- 2013年12月 - 給食棟完成
- 2021年4月 - 制服をセーラー服からブレザーにリニューアル(スカート・ズボン選択可)

## 校区
- 高槻市立阿武山小学校
- 高槻市立土室小学校

## 卒業生
- 永崎翔 （シンガーソングライター）
- 喜屋武遼大（子役・元関西ジャニーズＪｒ）
- 勝間田遼太（子役）
- しばたありぼぼ（ヤバいTシャツ屋さん）

## 交通
- 東海道本線（JR京都線）摂津富田駅から高槻市営バスで約20分。公団阿武山で下車、徒歩約3分。